# Polaromonas jejuensis
Polaromonas jeuensis es una bacteria gramnegativa del género Polaromonas. Descrita en el año 2008. Su etimología hace referencia a la región de Jeju, Corea del Sur. Es aerobia, inmóvil, de 0,6 µm de ancho y 1-3 µm de largo. Las colonias en agar R2A son de color amarillo pálido, circulares y convexas. Temperatura de crecimiento entre 5-30 °C, óptima de 28-30 °C. Se ha aislado de una muestra de suelo de la montaña Hallasan en la isla de Jeju, Corea del Sur. 